# Francesca Pomeri
Francesca Pomeri (* 18. Februar 1993 in Osimo) ist eine italienische Wasserballspielerin. Sie war Olympiazweite 2016, Weltmeisterschaftsdritte 2015 sowie Europameisterschaftsdritte 2016.

## Sportliche Karriere
Francesca Pomeri spielte bis 2015 bei Rari Nantes Imperia und gewann 2014 mit diesem Verein die italienische Meisterschaft. Von 2015 bis 2017 spielte sie bei Cosenza Nuoto und danach bei Vela Ancona.
Mit der italienischen Juniorinnenauswahl schied sie bei den Juniorenweltmeisterschaften von 2009, 2011 und 2013 jeweils im Viertelfinale aus.
Von 2011 bis 2016 spielte Pomeri in der italienischen Nationalmannschaft. 2011 belegte sie mit der italienischen Mannschaft den vierten Platz bei der Weltmeisterschaft in Shanghai. Nachdem die Italienerinnen im Viertelfinale die Australierinnen im Penaltyschießen bezwungen hatten, unterlagen sie im Halbfinale den Griechinnen. Im Spiel um den dritten Platz siegten die Russinnen mit 8:7. Zwei Jahre später bei der Weltmeisterschaft in Barcelona verloren die Italienerinnen im Achtelfinale nach Penaltyschießen gegen die Griechinnen. Bei der Weltmeisterschaft 2015 in Kasan unterlagen die Italienerinnen im Halbfinale gegen die Niederländerinnen im Penaltyschießen. Im Spiel um den dritten Platz trafen die Italienerinnen auf die Australierinnen und siegten nach Penaltyschießen. Anfang 2016 fand in Belgrad die Europameisterschaft statt. Die Italienerinnen unterlagen im Halbfinale den Ungarinnen, gewannen aber das Spiel um den dritten Platz mit 10:9 gegen die Spanierinnen. Bei den Olympischen Spielen 2016 in Rio de Janeiro gewannen die Italienerinnen ihre Vorrundengruppe. Nach dem Viertelfinalsieg über die Chinesinnen besiegten die Italienerinnen im Halbfinale die Russinnen mit 12:9. Im Finale siegte das Team aus den Vereinigten Staaten mit 12:5. Pomeri war in sechs Partien dabei und erzielte einen Treffer gegen Australien.